# Jethro Tull (groupe)
Pour les articles homonymes, voir Jethro Tull et Tull.
Jethro Tull est un groupe britannique de rock, originaire de Blackpool, en Angleterre. Formé dans la seconde partie des années 1960, sa musique est marquée par le style vocal très particulier du leader Ian Anderson, son travail unique de flûtiste, et par des constructions de chansons inhabituelles et souvent complexes. La musique du groupe incorpore des éléments de musique classique et celtique, hard rock, blues ainsi que des phases art rock alternatif et rock progressif.
Le fondateur du groupe, chef d'orchestre, compositeur et chanteur principal, et seul membre constant est Ian Anderson, un multi-instrumentiste qui joue principalement de la flûte traversière et de la guitare acoustique. Le groupe compte une succession de musiciens au fil des décennies, y compris des contributeurs importants tels que les guitaristes Mick Abrahams et Martin Barre (Barre étant le membre le plus ancien après Anderson) ; les bassistes Glenn Cornick, Jeffrey Hammond, John Glascock, Dave Pegg, Jonathan Noyce et David Goodier ; les batteurs Clive Bunker, Barrie "Barriemore" Barlow et Doane Perry ; et les claviéristes John Evan, Dee Palmer, Peter-John Vettese, Andrew Giddings et John O'Hara.
Le groupe obtient une reconnaissance modérée sur la scène des clubs londoniens et sort son premier album, This Was, en 1968. Après un changement de musiciens qui voit le guitariste original Mick Abrahams remplacé par Martin Barre, le groupe sort un deuxième album aux accents folk, Stand Up, en 1969, lequel atteint la première place au Royaume-Uni, donnant au groupe son premier succès commercial. Des tournées régulières au Royaume-Uni et aux États-Unis en suivent. Le style musical du groupe s'oriente vers le rock progressif à partir d'Aqualung (1971), qui devient l'album le plus commercialement réussi du groupe. La musique s'oriente à nouveau vers le folk rock à la fin des années 1970. Au début des années 1980, le groupe subit un changement majeur de composition et commence à se tourner vers le rock électronique. Il remporte son unique Grammy Award pour l'album Crest of a Knave, sorti en 1987, qui le voit revenir à un style hard-rock. Jethro Tull aurait vendu environ 60 millions d'albums dans le monde, avec 11 albums d'or et 5 albums de platine[réf. nécessaire]. Le groupe est décrit par le magazine Rolling Stone comme « l'un des groupes de rock progressif les plus commerciaux et les plus excentriques ».
Jethro Tull cesse ses activités d'enregistrement en studio dans les années 2000, mais continue à faire des tournées jusqu'à sa séparation en 2011.Ensuite, Anderson et Barre continuent à enregistrer et à tourner en tant qu'artistes solo, le groupe d'Anderson étant présenté sous les noms de « Jethro Tull » et « Ian Anderson » en solo. Ce dernier déclare en 2014 que Jethro Tull est « plus ou moins arrivé à sa fin ». Cependant, à partir de 2017, Anderson relance le nom de Jethro Tull et revient à la sortie de nouveaux albums studio dans les années 2020. Le groupe actuel comprend des musiciens qui faisaient partie de Jethro Tull au cours des dernières années de son existence initiale, ainsi que de nouveaux musiciens associés au groupe solo d'Anderson, sans l'implication de Barre. Son dernier album en date, Curious Ruminant, est sorti le 7 mars 2025.

## Histoire

### Les origines
Ian Anderson, Jeffrey Hammond et John Evans fréquentent ensemble l'école primaire de Blackpool. Bien que déjà pianiste accompli, Evans se lance dans la batterie, inspiré par les Beatles. Anderson acquiert une guitare espagnole et apprend à en jouer seul, puis Evans et lui décident de former un groupe. Ils s'adjoignent Hammond à la basse, venu avec plusieurs disques de blues.
Le groupe se produit d'abord en trio dans des clubs et salles locales avant qu'Evans, influencé par Georgie Fame et les Animals, ne passe à l'orgue. Le batteur Barrie Barlow et le guitariste Mike Stephens sont recrutés au sein du groupe local The Atlantics. Le guitariste Chris Riley rejoint le groupe qui se développe autour des six musiciens « blue-eyed soul » et se nomme le « John Evan Band » (plus tard le « John Evan Smash »). Evans raccourcit alors son nom de famille en « Evan » à la demande insistante de Hammond, qui pense que cela sonne mieux. Ils recrutent Johnny Taylor comme agent de tournée et donnent des concerts dans le nord-ouest de l'Angleterre, interprétant un mélange de reprises de blues et de Motown. Hammond quitte alors le groupe pour fréquenter une école d'art et est brièvement remplacé par Derek Ward, puis par Glenn Cornick. Riley démissionne aussi et est remplacé par Neil Smith. Le groupe enregistre trois chansons aux Regent Sound Studios de Denmark Street, à Londres, en avril 1967, et apparaît au Marquee Club de Londres en juin 1967.
En novembre 1967, le groupe déménage du nord de l'Angleterre à Luton, dans le Bedfordshire, à environ 50 km du centre de Londres, et signe un contrat de gestion avec Terry Ellis et Chris Wright. Ses membres remplacent Smith par le guitariste Mick Abrahams, mais réalisent rapidement que soutenir un groupe de six musiciens est financièrement impossible et se séparent. Anderson, Abrahams et Cornick restent cependant ensemble, et recrutent un ami d'Abrahams, Clive Bunker, à la batterie, devenant de la sorte, un groupe de blues britannique. Cornick rappelle qu'on avait dit à Evan qu'il serait le bienvenu pour rejoindre l'équipe. Anderson partage alors un appartement avec Cornick à Luton et travaille comme employé de ménage au cinéma Ritz de Luton pour payer le loyer. Selon Cornick, « nous étions si pauvres que nous partagions une boîte de ragoût ou de soupe entre nous chaque soir ».

### Formation et débuts (1967–1968)

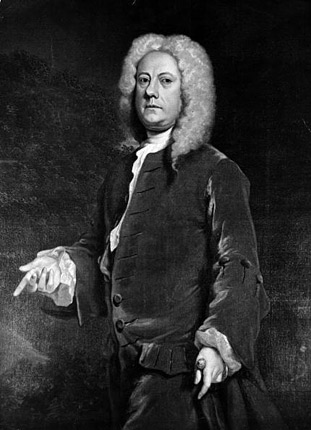
Le groupe doit son nom à l'agriculteur britannique du XVIIIe siècle, Jethro Tull.

Au début, le nouveau groupe a du mal à obtenir des contrats répétés. Il change fréquemment de nom pour continuer à jouer dans le circuit des clubs londoniens, en utilisant des pseudonymes tels que « Navy Blue », « Ian Henderson's Bag o' Nails » et « Candy Coloured Rain ». Anderson se souvient avoir regardé une affiche dans un club et s'être rendu compte que le nom du groupe qu'il ne reconnaissait pas était le leur. Les noms souvent fournis par le personnel de leur agent artistique, dont l'un, un passionné d'histoire, leur donne le pseudonyme de Jethro Tull, d'après l'agriculteur du XVIIIe siècle. Le nom va rester parce que groupe l'utilise alors que le directeur du Marquee Club a suffisamment aimé leur spectacle pour leur accorder une résidence hebdomadaire. Dans une interview en 2006, Anderson déclare qu'il n'avait pas réalisé qu'il s'agissait du nom d'un « type mort qui a inventé le semoir – je pensais que notre agent l'avait inventé ». Il ajoute que s'il pouvait changer une chose dans sa vie, il reviendrait en arrière et changerait le nom du groupe en quelque chose de moins historique[réf. souhaitée].
Le groupe réalise une session d'enregistrement avec le producteur Derek Lawrence, laquelle donne naissance au single Sunshine Day. La face B, Aeroplane, est un vieux morceau du John Evan Band dont les saxophones ont été retirés du mixage. Il sort en février 1968 sur MGM Records, crédité à tort à « Jethro Toe ». La version la plus courante du single, avec le nom correctement orthographié, est en fait une contrefaçon fabriquée à New York. Anderson rencontre Hammond à Londres, ils renouvellent leur amitié et Anderson emménage dans un studio à Chelsea avec Evan. Hammond devient le sujet de plusieurs chansons, à commencer par le prochain single du groupe, A Song for Jeffrey.
Anderson possède un grand manteau que son père lui a donné en disant : « Tu ferais mieux de prendre ça. L'hiver va être froid. » Avec sa flûte, ce manteau va devenir une partie de son image de scène au début. Anderson achète une flûte traversière après avoir été frustré par son incapacité à jouer de la guitare aussi bien que le guitariste Abrahams ou que celui de Cream, Eric Clapton. Les managers du groupe veulent qu'il reste guitariste rythmique, avec Abrahams comme soliste. Anderson déclarera plus tard : « Je ne voulais pas être juste un autre guitariste de troisième ordre qui sonnait comme une pléthore d'autres guitaristes de troisième ordre. Je voulais faire quelque chose d’un peu plus idiosyncratique, d’où le passage à un autre instrument. Quand Jethro Tull a commencé, je pense que je jouais de la flûte depuis environ deux semaines. C'était une courbe d'apprentissage rapide ... littéralement chaque soir où je montais sur scène, c'était une leçon de flûte
. »
Le groupe fait sa première grande percée au National Jazz and Blues Festival de Sunbury-on-Thames en août 1968, où il reçoit un accueil enthousiaste et des critiques positives dans la presse musicale. Ses membres déclarent que leur succès à Sunbury est le résultat d'une tournée persistante, qui a généré un public populaire qui vient au festival et encourage le reste du public. Cornick se souvient : « À partir de ce moment-là, nous étions un grand groupe. »

Ancien logo.

Le groupe enregistre son premier album, This Was, entre juin et août 1968. Sorti en octobre 1968, il atteint la 10e place des charts britanniques. En plus du matériel original, l'album comprend le blues de 1961 de Doctor Ross Cat's Squirrel, qui met en valeur le style blues-rock d'Abrahams, et le morceau de jazz écrit par Rahsaan Roland Kirk, Serenade to a Cuckoo, qui donne à Anderson une vitrine pour ses talents croissants à la flûte. Anderson décrit le son du groupe à cette époque comme « une sorte de blues progressif avec un peu de jazz ».
Après la sortie de l'album, Abrahams quitte Jethro Tull en décembre pour former son propre groupe, Blodwyn Pig. La première raison avancée pour expliquer son départ est qu'Abrahams a entendu dire qu'Ellis veut qu'Anderson soit le leader du groupe, à ses dépens, et il se rend compte qu'il est peu probable qu'il ait la part majoritaire dans l'écriture des chansons. D'autres raisons sont avancées : Abrahams est un puriste du blues, tandis qu'Anderson veut se diversifier dans d'autres formes de musique ; et Abrahams n'est pas disposé à voyager à l'étranger ou à jouer plus de trois soirs par semaine[réf. souhaitée]. Abrahams lui-même décrit ses raisons de manière plus succincte : « J'en avais marre de toutes ces bêtises et je voulais former un groupe comme Blodwyn Pig. »
Le groupe essaye plusieurs remplaçants pour Abrahams. Le premier est David O'List, qui vient de quitter les Nice. Après une semaine de répétitions, O'List ne revient pas et perd le contact avec le groupe. Le choix suivant est Mick Taylor, qui refuse parce qu'il pense que son projet actuel avec les Bluesbreakers de John Mayall est une meilleure affaire. Jethro Tull approche ensuite Tony Iommi, guitariste de Earth (bientôt rebaptisé Black Sabbath ). Iommi a été remarqué par Jethro Tull lorsque Earth a joué en première partie du groupe lors d'un concert à Birmingham ; il le rejoint brièvement, mais il démissionne après quelques semaines et retourne à Birmingham pour rejoindre Earth, se sentant plus proche de son ancien groupe. Il retrouve cependant Jethro Tull pour le Rolling Stones Rock and Roll Circus, le 11 décembre 1968, lorsque le groupe interprète A Song for Jeffrey, bien que seuls le chant et la flûte d'Anderson soient joués en direct. Le reste est mimé d'après la piste studio, sur laquelle on entend le jeu de guitare d'Abrahams.
Le choix suivant de guitariste est Martin Barre, qui a vu le groupe jouer à Sunbury et a été auditionné pour le poste de guitariste en même temps qu'Iommi. Barre organise une deuxième audition et Anderson lui montre de nouvelles chansons dans un style différent du blues qu'ils ont enregistré. Anderson est impressionné par la technique de Barre et lui offert le poste. Martin Barre donne son premier concert avec Jethro Tull le 30 décembre 1968 aux Winter Gardens, Penzance.

### DeStand UpàAqualung(1969-1971)
Après l'arrivée de Martin Barre, le groupe donne quelques concerts en première partie de Jimi Hendrix en Scandinavie, puis commence une longue tournée aux États-Unis, en première partie de Led Zeppelin et de Vanilla Fudge. Jethro Tull attire un public nombreux en concert, et Ellis et Wright demandent à Anderson, qui est devenu le principal auteur-compositeur, d'écrire un single à succès. Le résultat est Living in the Past, qui atteint la 3e place en mai 1969 dans le classement des singles au Royaume-Uni et la 11e aux États-Unis, et donne lieu à une apparition dans l'émission télédiffusée Top of the Pops.
L'album suivant est Stand Up, enregistré en avril, mai et août 1969. Il sort en septembre et atteint rapidement la première place au Royaume-Uni, le seul album du groupe à y parvenir. Anderson s'impose alors comme leader et auteur-compositeur et écrit tout le matériel de l'album, à l'exception de son réarrangement jazzy de la Bourrée en mi mineur, extraite de la Suite pour luth n°1 de Jean-Sébastien Bach. La couverture de l'album se déplie pour laisser apparaître un insert photo du groupe attaché comme dans un livre pop-up. Cet album abandonne largement le blues en faveur du nouveau style de rock progressif développé à ce moment par des groupes comme Yes, avec un son lourd et légèrement sombre.
Immédiatement après la sortie de Stand Up, le groupe se lance dans sa première tournée en tête d'affiche aux États-Unis, dont une apparition au Newport Jazz Festival. Barre se souvient : « Ce fut vraiment un tournant pour Jethro Tull, pour tout ce que nous allions devenir et tout ce que nous allions inspirer aux autres. » Le groupe est invité à jouer au festival de Woodstock, mais Anderson décline l'offre, ne voulant pas être associé au mouvement hippie et risquer d'être définitivement moulé dans un type de son.

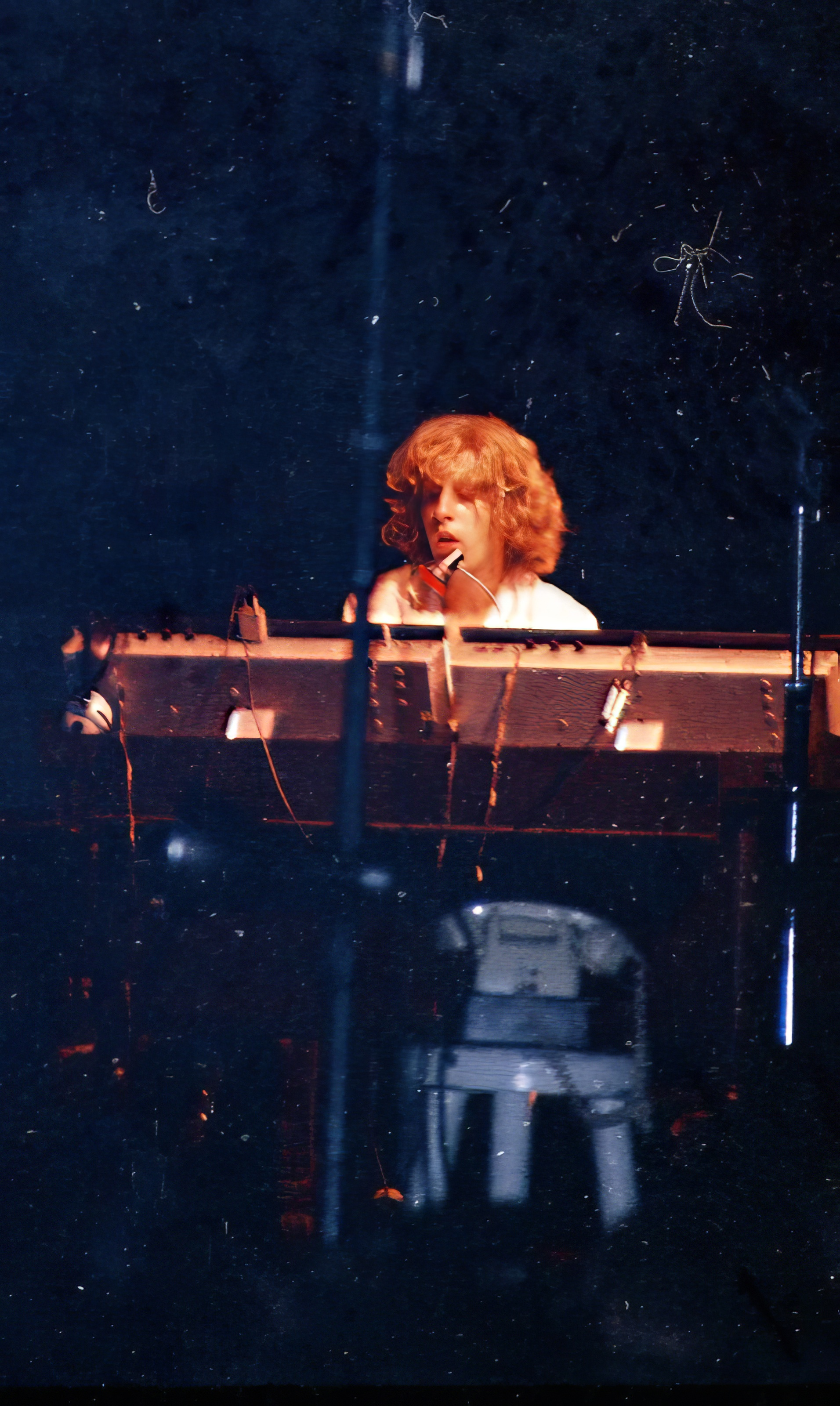
John Evan aux claviers en 1973.

Le 29 janvier 1970, Jethro Tull apparaît à nouveau dans Top of the Pops de la BBC, interprétant Witch's Promise[réf. souhaitée]. Evan rejoint le groupe au début de 1970 ; il était resté à Londres, partageant un appartement avec Anderson, après la séparation du John Evan Band, et étudiait la musique à l'université de Londres. Il est initialement réticent à rejoindre le groupe en raison de ses études, qui lui donnent accès à un studio gratuit, mais il apparait comme musicien de session sur le prochain album de Jethro Tull, Benefit (1970), et est recruté par Anderson pour jouer les parties de clavier en tournée. L'album atteint la 4e place au Royaume-Uni et la 11e aux États-Unis  et le groupe remplit des arènes de 20 000 places, s'imposant comme un groupe de concert de premier plan. Le 30 août 1970, il se produit devant l'un de ses plus imposants publics au festival de l'île de Wight, entre les Moody Blues et Jimi Hendrix.
Cette prestation est suivie d'une autre tournée américaine, au cours de laquelle Jethro Tull devient le deuxième groupe de rock après les Beatles à se produire au Carnegie Hall de New York. Le bassiste Glenn Cornick quitte le groupe à la fin de la tournée. Cornick déclarera plus tard qu'il a été renvoyé par Anderson, tandis que le site officiel du groupe indique qu'il a été « invité à partir » et qu'il a reçu des encouragements et du soutien pour former son propre groupe. Cornick monte alors Wild Turkey, un groupe qu'il relancera pour les conventions de fans de Jethro Tull des décennies plus tard. Il mourra en août 2014.
Anderson invite Jeffrey Hammond à remplacer Cornick, en lui achetant une nouvelle basse à cet effet. Hammond n'a pas tenu d'instrument depuis qu'il a quitté le John Evan Band, et il est choisi davantage pour sa compatibilité avec les autres membres du groupe que pour ses compétences musicales. Cette formation enregistre Aqualung fin 1970 (sorti en 1971). L'album est divisé en deux parties, sous-titrées « Aqualung » et « My God », et présente entre autres les points de vue d'Anderson sur la religion organisée. L'enregistrement de l'album est problématique en raison de difficultés techniques en studio, et également en raison des compétences musicales affaiblies de Hammond. Sur Locomotive Breath, Anderson enregistre lui-même la piste d'accompagnement, en chantant sur un accompagnement de charleston, et le reste du groupe ajoute ses parties plus tard. Malgré les inquiétudes d'Anderson selon lesquelles il aurait pu être « trop radical » par rapport aux albums précédents du groupe, Aqualung est le premier album de Jethro Tull à atteindre le top 10 aux États-Unis, culminant à la 7e place Il se vend à plus d'un million d'exemplaires, ce qui lui vaut un disque d'or de la RIAA en juillet 1971.

### Rock progressif (1971–1976)
Le batteur Clive Bunker quitte le groupe en mai 1971,, invoquant des horaires de tournées chargés et son souhait de passer plus de temps avec sa famille. Il est remplacé par Barrie Barlow, qu'Anderson a rebaptisé « Barriemore ». Le premier enregistrement de Barlow avec le groupe est pour l'EP de cinq titres Life Is a Long Song. À l'exception de Barre, la formation de Jethro Tull est désormais entièrement composée d'anciens membres du John Evan Band de Blackpool. En juillet 1971, Jethro Tull s'installe en Suisse pour éviter les lois fiscales de plus en plus strictes du Royaume-Uni. Cette décision met à rude épreuve le mariage d'Anderson avec sa première femme, qui dure encore un an avant qu'ils ne divorcent.
Anderson s'agace des critiques musicaux qui décrivent Aqualung comme un album conceptuel, ce qu'il n'a pas prévu qu'il soit, comme il le déclare plus tard : « J'ai toujours dit à l'époque que ce n'était pas un album conceptuel. C'est un album de chansons variées... dont trois ou quatre sont en quelque sorte les morceaux clés de l'album, mais [cela] n'en fait pas un album conceptuel. » En réponse, il décide de « proposer quelque chose qui soit vraiment la mère de tous les albums conceptuels ». Influencé par le style des Monty Python, il écrit une suite qui combine des idées musicales complexes avec un humour décalé, et se moque du groupe, de son public et de ses critiques. Cet album, sorti en 1972 sous le nom de Thick as a Brick, se compose d'une seule pièce de musique continue, d'une durée de 43 minutes, répartie sur deux faces de vinyle, un format peu courant pour les albums de rock. Il est écrit et enregistré par étapes, l'ensemble du groupe aidant aux arrangements, et est co-crédité à un écolier fictif, Gerald Bostock. Thick as a Brick devient le premier album de Tull à atteindre la première place du classement Billboard Pop Albums (américain). L'album A Passion Play, sorti l'année suivante, est le seul autre album du groupe à y parvenir.
Living in the Past sort également en 1972 ; il s'agit d'une compilation double album de singles remixés, de faces B et d'inédits, y compris l'intégralité de l'EP Life Is a Long Song, qui clôture l'album. La troisième face a été enregistrée en concert au Carnegie Hall de New York le 4 novembre 1970. L'album est un succès et permet à de nouveaux fans de rattraper les premiers singles du groupe, en particulier aux États-Unis où ils n'avaient pas été populaires lors de leur sortie initiale. Le New Musical Express qualifié Jethro Tull de « l'un des groupes progressifs de deuxième génération les plus importants et les plus réussis de Grande-Bretagne ».

À l'été 1972, le groupe tente d'enregistrer un double album aux studios du Château d'Hérouville en France, que les Rolling Stones et Elton John, entre autres, utilisent également à l'époque, mais ils ne sont pas satisfaits du studio et abandonnent le projet, le surnommant par la suite le « Château d'Isaster ». Les musiciens retournent en Angleterre où, début 1973, ils enregistrent et sortent A Passion Play, un autre album conceptuel à titre unique, avec des paroles allégoriques axées sur l'au-delà et, comme Thick as a Brick, contenant une instrumentation inhabituelle. L'album comprend également un interlude excentrique, The Story of the Hare Who Lost His Spectacles (« L'histoire du lièvre qui a perdu ses lunettes »), co-écrit par Anderson, Evan et le bassiste Hammond, et narré par ce dernier. A Passion Play se vend bien mais reçoit de mauvaises critiques, y compris une particulièrement accablante d'une performance en concert, par Chris Welch du Melody Maker. Après la réaction négative à l'album, Anderson est en colère et s'isole de toute communication avec la presse. 

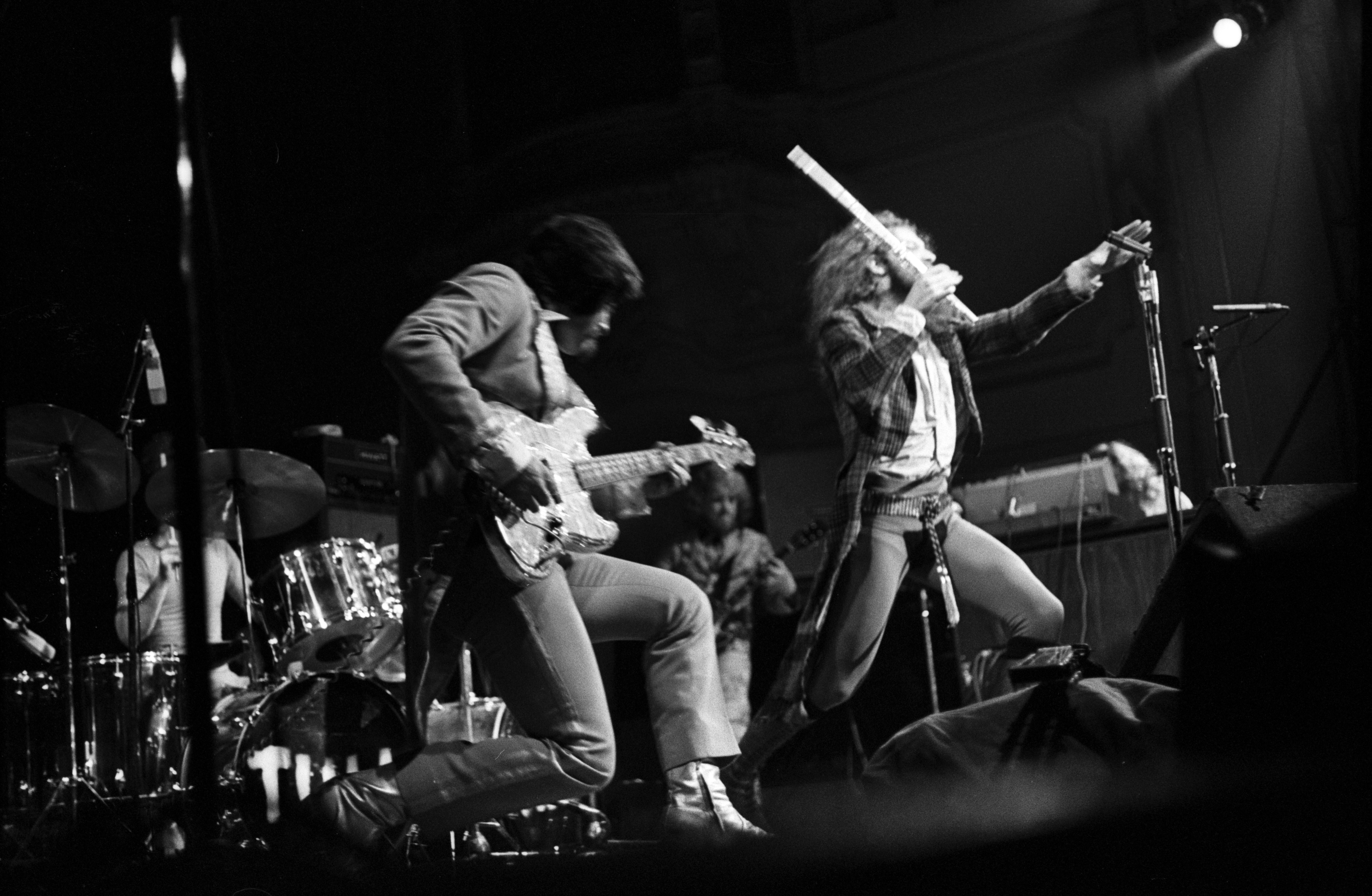
Jethro Tull à Hambourg en 1973.

 Alors que la popularité du groupe auprès des critiques commence à décliner, celle auprès du public acheteur de disques reste forte, comme en témoignent les chiffres de vente élevés de l'album suivant, War Child, sorti en 1974. Initialement destiné à la bande originale d'un film, War Child atteint la deuxième place du classement Billboard américain, est salué par la critique et produit deux singles, Bungle in the Jungle (n°12 du classement des singles américains) et Skating Away on the Thin Ice of the New Day. Il contient également une courte chanson acoustique aux paroles satiriques, Only Solitaire, qui aurait été destinée au critique de musique rock du LA Times, Robert Hilburn, qui a écrit une critique sévère des concerts de A Passion Play au Santa Monica Civic Auditorium. Anderson déclarera plus tard que la chanson avait été écrite avant la critique de Hilburn et était destinée aux critiques musicaux en général. La tournée War Child comprend un quatuor à cordes féminin jouant sur le nouveau matériel[réf. nécessaire].
En 1975, le groupe sort Minstrel in the Gallery, un album dans le style d'Aqualung de 1971, avec des morceaux plus doux basés sur la guitare acoustique, faisant contraste avec des œuvres plus longues et plus explosives renforcées par la guitare électrique de Barre. Écrit et enregistré pendant le divorce d'Anderson avec sa première femme Jennie Franks, l'album est caractérisé par un ton plus introspectif et reçoit des critiques mitigées[réf. nécessaire]. À ce stade de sa carrière, Jethro Tull remporte cinq disques d'or de la RIAA pour les ventes de Stand Up (1969), Aqualung (1971), Thick as a Brick (1972), Living in the Past (1972), A Passion Play (1973), et en obtient un sixième pour Minstrel in the Gallery (1975). Pour la tournée de 1975, Dee Palmer, qui a longtemps été l'arrangeur orchestral du groupe, rejoint le groupe sur scène aux claviers. En février 1975, Jethro Tull se produit cinq soirs au Forum de Los Angeles, qui compte 20 000 places, ce qui incite Melody Maker à titrer « Jethro – Maintenant le plus grand groupe du monde ? ». Le bassiste Jeffrey Hammond quitte le groupe après la tournée et est remplacé par John Glascock du groupe de flamenco-rock Carmen, qui a joué en première partie de Jethro Tull sur plusieurs dates de la tournée War Child[réf. nécessaire].
Too Old to Rock 'n' Roll: Too Young to Die! sort en 1976. C'est un album concept sur la vie d'un rocker vieillissant (sur la version en concert sortie deux ans plus tard sur Bursting Out, Anderson nie que la chanson parle de lui-même). John Glascock fait sa première apparition en tant que bassiste avec Jethro Tull sur cet album, et contribue également aux harmonies et aux seconds chants. Palmer continue à travailler comme arrangeur et apparait comme claviériste invité sur deux chansons. Une émission spéciale télévisée est enregistrée, montrant le développement du concept de l'album lors d'un spectacle en direct, avec le groupe habillé de tenues ironiques, mais elle n'a jamais été officiellement publiée[réf. nécessaire]. Lors de la tournée de 1976, Jethro Tull devient l'un des premiers groupes à utiliser des écrans de projection géants lors des grands spectacles dans les stades. Too Old... ne se vend pas aussi bien que les autres albums des années 1970, mais la compilation de 1976 MU - The Best of Jethro Tull obtient un album de platine aux États-Unis et un disque d'or au Royaume-Uni.

### Folk rock (1977–1979)
À la fin des années 1970, Jethro Tull sort trois albums de folk rock, Songs from the Wood (1977), Heavy Horses (1978) et Stormwatch (1979). Songs from the Wood (1977) est le premier album du groupe à recevoir des critiques généralement positives depuis la sortie de Living in the Past (1972). La chanson de Noël sur le solstice d'hiver Ring Out, Solstice Bells figure sur un EP à l'hiver 1976, avant la sortie de Songs From the Wood, et elle remporte un succès modéré dans les charts britanniques. Elle devient plus tard une chanson de Noël populaire au Royaume-Uni et est réenregistrée en 2003 sur The Jethro Tull Christmas Album.

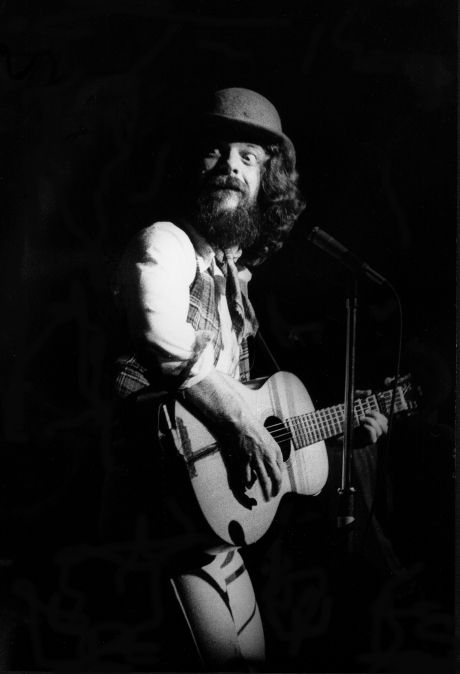
En mars 1978, Ian Anderson au London's Hammersmith Odeon.

Le groupe a des liens de longue date avec les rockers folk de Steeleye Span — Jethro Tull a joué en tant qu'accompagnateur sur l'album Woman in the Wings de 1978 de la chanteuse de Steeleye Span, Maddy Prior, pour la remercier du chant qu'elle a produit sur son album Too Old to Rock 'n' Roll: Too Young to Die! — et aussi ceux de Fairport Convention. Les membres de Fairport Convention Dave Pegg, Martin Allcock, Dave Mattacks et Ric Sanders jouent ainsi avec Jethro Tull à différents moments, ainsi que le batteur folk Gerry Conway, qui devient ensuite membre de Fairport Convention. Bien que Jethro Tull ne soit pas formellement considéré comme faisant partie du mouvement folk-rock, qui a débuté près d'une décennie plus tôt avec Fairport Convention, il y a clairement un échange d'idées musicales entre le groupe et les folk rockers. À cette époque, Anderson déménage dans une ferme à la campagne, et son nouveau style de vie bucolique se reflète dans son écriture et dans la chanson titre de Heavy Horses (1978).
Le groupe continue à tourner et sort en 1978 un double album en public, Bursting Out, enregistré lors de l'étape européenne de la tournée Heavy Horses de cette année. Au cours de l'étape américaine de cette tournée, en 1979, John Glascock souffre de problèmes de santé et est remplacé par l'ami d'Anderson et ancien bassiste de Stealers Wheel, Tony Williams.
Le troisième album d'influence folk de Jethro Tull, Stormwatch, sort en 1979. Lors de la réalisation de l'album, Glascock souffre a nouveau de problèmes de santé majeurs, liés à son opération à cœur ouvert de l'année précédente, et Anderson joue de la basse sur une grande partie de l'album. Après la sortie de Stormwatch, le bassiste de Fairport Convention, Dave Pegg, est embauché pour la tournée qui suit, pendant laquelle Glascock meurt de complications cardiaques à son domicile en Angleterre.

### Rock électronique (1980–1986)
Après la tournée Stormwatch début 1980, Bariemore Barlow, John Evan et Dee Palmer quittent le groupe. Il semble que Barlow étant déprimé après la mort de Glascock, Evan et Palmer doivent reconsidérer leur avenir après qu'Anderson a annoncé qu'il voulait enregistrer un album solo. Dans le documentaire de Classic Artists de 2008 Jethro Tull: Their Fully Authorised Story, Barlow déclare qu'il a quitté le groupe d'un commun accord avec Anderson. Evan et Palmer se rappellent tous deux avoir été renvoyés par courrier. Après leur départ de Jethro Tull, Evan et Palmer collaborent brièvement dans un groupe de pop rock classique appelé Tallis.
Le premier album des années 1980 est censé être le premier album solo d'Anderson. Cependant, après la pression de Chrysalis Records, celui-ci accepte de le sortir comme un album de Jethro Tull. Il conserve Barre à la guitare électrique, Pegg à la basse et ajoute Mark Craney à la batterie, ainsi qu'un invité spécial, le claviériste et violoniste Eddie Jobson (ex Roxy Music, Frank Zappa, Curved Air et UK), ce dernier ayant ouvert plusieurs concerts lors de la tournée Stormwatch de Tull. L'album présente une utilisation importante de synthétiseurs et son style contraste fortement avec le son établi de Jethro Tull. On lui donne le titre A, tiré des étiquettes des bandes maîtresses de l'album solo abandonné, qui étaient marquées « A » pour « Anderson ». L'album sort au milieu de l'année 1980.
Fidèle à l'esprit d'innovation qui entoure l'album, Jethro Tull développe un clip vidéo intitulé Slipstream. Quatre clips vidéo, mis en scène et filmés séparément, sont mixés avec des images de concert de la tournée A. L'Hammersmith Odeon de Londres est utilisé pour les scènes extérieures, mais les principales images du concert proviennent d'une performance américaine au Los Angeles Sports Arena (comme entendu sur le Magic Piper ROIO), filmée en novembre 1980. La vidéo, sortie en 1981, est réalisée par David Mallet, déjà auteur de la vidéo pionnière Ashes to Ashes pour David Bowie.
Jobson et Craney quittent le groupe après la tournée A et le groupe voit une succession de batteurs temporaires : Gerry Conway ; Phil Collins, qui joue avec le groupe lors du premier concert du Prince's Trust en 1982 ; Paul Burgess pour l'étape américaine de la tournée Broadsword and the Beast. Doane Perry commence à jouer de la batterie dans le groupe en 1984.

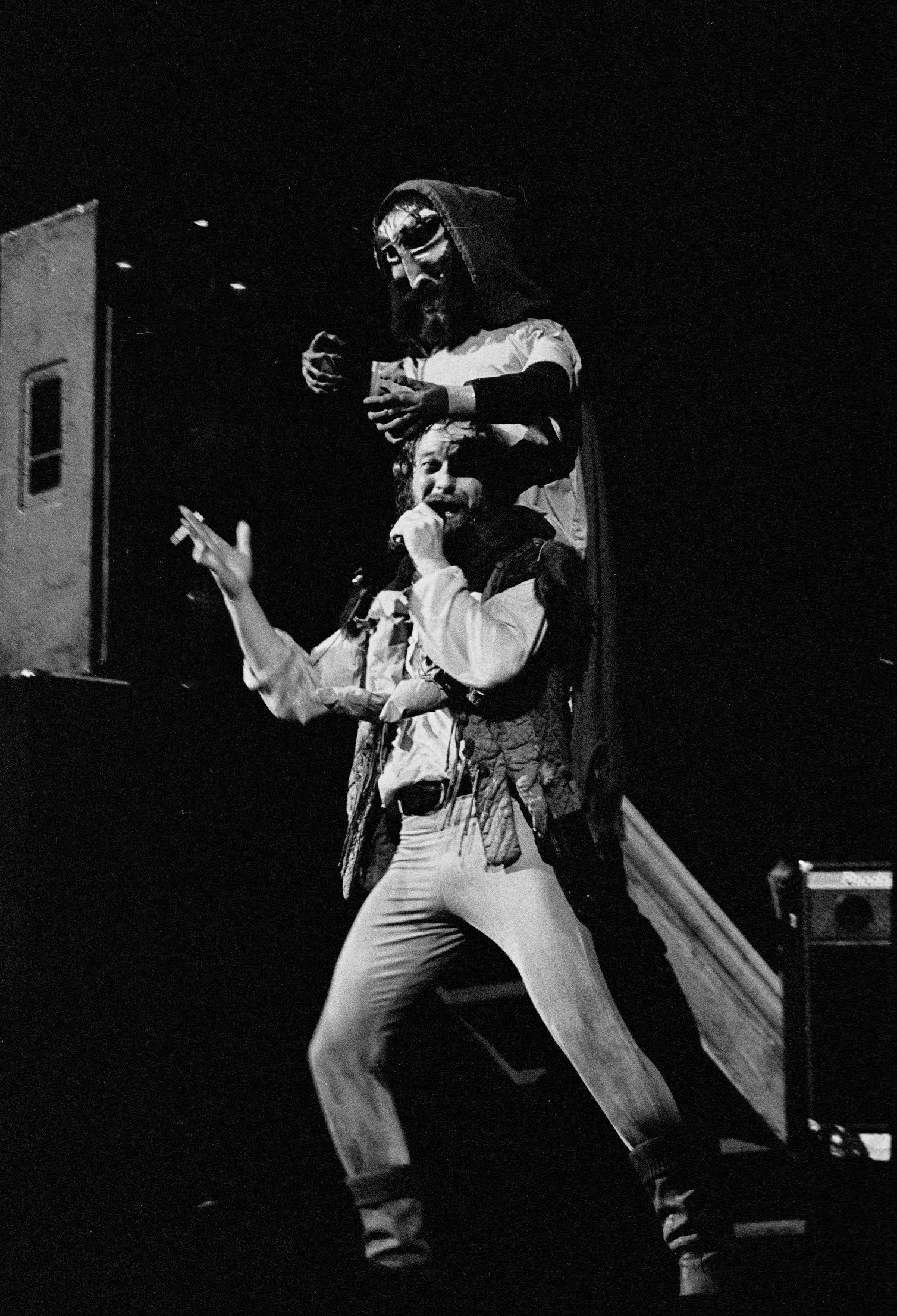
Ian Anderson lors d'un concert de Broadsword and the Beast à Dallas en 1982.

Le groupe ne sort pas d'album en 1981, sa première année sans album. Cependant, des séances d'enregistrement ont lieu avec Anderson, Barre, Pegg et Conway, dans lesquelles Anderson joue des claviers. Certains des morceaux enregistrés sont publiés sur la compilation Nightcap en 1993.
En 1982, Peter-John Vettese prend les claviers et le groupe revient à un son plus folk, toujours avec des synthétiseurs, pour The Broadsword and the Beast de 1982. La tournée de concerts qui suit a du succès et les concerts présentent l'une des dernières indulgences du groupe en matière de théâtralité, dans laquelle la scène est construite pour ressembler à un drakkar viking et le groupe joue en costume médiéval.
Un album solo d'Anderson (en fait une collaboration Anderson-Vettese) sort en 1983 sous la forme du très électronique Walk into Light. Comme pour les travaux solo ultérieurs d'Anderson et Barre, certaines des chansons de Walk into Light, telles que Fly by Night, Made in England et Different Germany, font ensuite leur chemin dans le répertoire en concert de Jethro Tull.
En 1984, Jethro Tull sort Under Wraps, un autre album électronique qui, comme Walk into Light, utilise une boîte à rythmes au lieu d'un batteur humain. Bien que le groupe ait apparemment apprécié le son (Barre considère même l'album comme l'un de ses favoris), il n'est pas bien reçu. La vidéo de Lap of Luxury bénéficie d'une diffusion modérée sur la nouvelle chaîne de vidéo musicale influente MTV. Vettese quitte le groupe après la tournée, en colère contre les mauvaises critiques de The Broadsword and the Beast (1982), Walk into Light (1983) et Under Wraps (1984).
Le groupe prend alors une pause de trois ans à cause des problèmes de cordes vocales qu'Anderson a développés lors de la tournée Under Wraps, vocalement très exigeante pour lui. Pendant cette pause, Anderson continue à superviser la ferme salmonicole de l’île de Skye qu’il a fondée en 1978. Le single Coronach sort au Royaume-Uni en 1986 après avoir été utilisé comme thème musical d'une émission de télévision de Channel 4 intitulée « Blood of the British »[réf. souhaitée].

### Anderson, Barre, Pegg et Perry: le «hard rock» Tull (1987-1994)
Jethro Tull revient en 1987 avec Crest of a Knave. En l'absence de Vettese, Anderson contribue à la programmation du synthétiseur, et l'album présente une guitare électrique du style du groupe dans les années 1970, par Martin Barre. Trois des morceaux de l'album utilisent une boîte à rythmes, Doane Perry et Gerry Conway se partageant les tâches de batterie sur les autres. L'album est un succès critique et commercial. Le claviériste Don Airey (ex Rainbow, Ozzy Osbourne, Michael Schenker Group, Gary Moore, Colosseum II) rejoint le groupe pour la tournée Crest of a Knave.
En 1989, Jethro Tull remporte le Grammy Award de la meilleure performance vocale ou instrumentale de hard rock/métal, battant le favori Metallica et son album And Justice for All. Le prix est controversé, car beaucoup ne considéraient pas Jethro Tull comme un groupe de hard rock, et encore moins de heavy metal. Sur les conseils de leur manager, qui leur a dit qu'ils n'avaient aucune chance de gagner, aucun membre du groupe n'assiste à la cérémonie de remise des prix. En réponse aux critiques reçues par le groupe après le prix, son label, Chrysalis, publie une publicité dans un périodique musical britannique avec la photo d'une flûte posée sur un tas de fer et la phrase « The flute is a heavy metal instrument » (« La flûte est un instrument de heavy metal »). De son côté, Anderson plaisante dans une interview : « We do sometimes play our mandolins very loudly. ». (« Parfois, nous jouons vraiment de nos mandolines très fort »). En 1992, lorsque Metallica remporte le Grammy dans la catégorie hard rock/métal, son batteur Lars Ulrich plaisantera : « La première chose que nous allons faire est de remercier Jethro Tull de ne pas avoir sorti d'album cette année. »
Le style de Crest of a Knave (1987) est comparé à celui de Dire Straits. Anderson n'a plus sa gamme vocale précédente et utilise des registres plus bas, et le son de guitare de Barre dérive vers celui de Mark Knopfler. Le groupe fait la promotion de Crest of a Knave avec la tournée « The Not Quite the World, More the Here and There Tour » pendant laquelle Anderson joue occasionnellement de la guitare rythmique, c'est la première fois dans l'histoire de Jethro Tull que deux guitaristes électriques jouent ensemble sur scène.
En 1988, 20 Years of Jethro Tull sort, un coffret thématique de cinq LP, également publié sous forme de coffret de trois CD et en version CD unique, tronquée sur 20 Years of Jethro Tull: Highlights. L'ensemble est composé en grande partie de raretés et d'extraits de toute la carrière du groupe, y compris une variété de morceaux en public et remasterisés, avec un livret décrivant l'histoire du groupe. De nombreuses prises inédites ont été ultérieurement incluses en tant que pistes bonus sur les versions remasterisées des albums studio du groupe.
En 1989, le groupe sort Rock Island, qui connaît moins de succès que Crest of a Knave. Catfish Rising, sorti en 1991, revient à une utilisation généreuse de la mandoline et de la guitare acoustique, et fait moins appel aux claviers que n'importe quel album de Jethro Tull des années 1980.
Le groupe fait une tournée semi acoustique en 1992 avec Dave Mattacks à la batterie. La tournée est enregistrée et sort sur le deuxième album officiel en concert de Jethro Tull, A Little Light Music. À ce stade de sa carrière musicale, Anderson doit réapprendre à jouer de la flûte après que sa fille, qui prend des cours de flûte à l'école, a découvert qu'il utilise un doigté incorrect. Les premières sorties du groupe contenant un jeu de flûte révisé se trouvent dans le 25e Anniversary Box Set de 1993, qui comprend, outre des remixes de chansons classiques de Jethro Tull et du matériel en concert inédit, un CD de chansons de l'intégralité du catalogue du groupe, réenregistrées par la formation actuelle de l'époque. Le coffret comprend également l'album de compilation Nightcap de 1993 avec du matériel studio inédit, principalement issu de l'album pré- A Passion Play abandonné, avec de nombreuses parties de flûte réenregistrée.

### Roots to BranchesetJ-Tull.com: les influences de la world music (1995-2000)

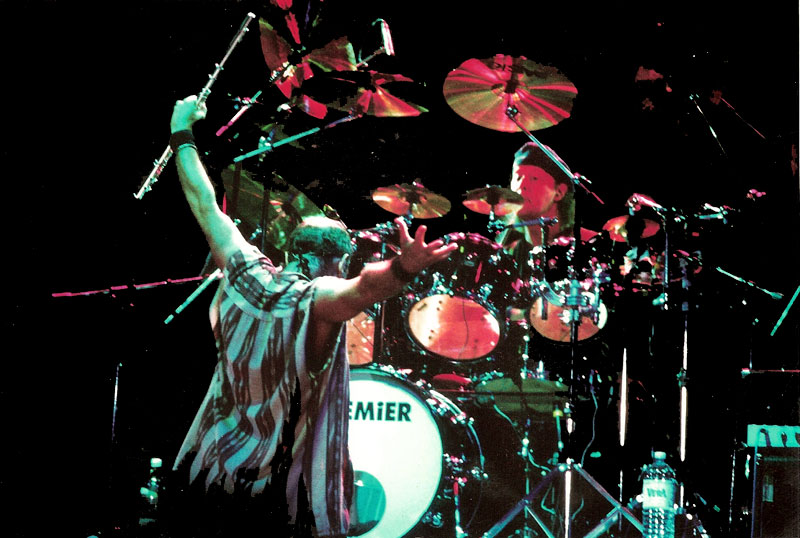
Le groupe en concert à Naples, Italie, 1998

Dave Pegg, bassiste de Tull depuis quinze ans, prend la décision de quitter le groupe lors de l'enregistrement de l'album Roots to Branches en 1995 pour se concentrer sur son travail avec Fairport Convention. Il ne contribue qu'à trois des chansons de l'album, sur lequel les autres parties de basse sont tenues par le musicien de session Steve Bailey. Doane Perry est de retour comme batteur à plein temps du groupe, et le remplaçant de Pegg comme bassiste est Jonathan Noyce, qui prend le relais fin 1995 après avoir été recommandé par Martin Barre.
Roots to Branches (1995) et J-Tull Dot Com (1999) sont moins axés sur le rock que Crest of a Knave (1987) ou Catfish Rising (1991). Les chansons de ces albums sont influencées par la word music.

### Albums en concert, tournées mondiales etThe Jethro Tull Christmas Album(2001-2010)
La formation originale de 1967 de Jethro Tull (Anderson, Abrahams, Cornick et Bunker) se réunit en janvier 2002 pour une représentation unique dans un pub anglais. Le concert est filmé pour le DVD Living with the Past . C'est la seule fois que les quatre membres originaux du groupe jouent ensemble depuis 1968, et la seule fois qu'une précédente formation de Jethro Tull se réunit.
The Jethro Tull Christmas Album, une suite de chansons de Noël traditionnelles et de chansons de Noël écrites par Jethro Tull, sort en 2003. Ce sera le dernier album studio enregistré par le groupe pendant près de 20 ans, et il devient leur plus grand succès commercial depuis Crest of a Knave en 1987. Un double album en public et un DVD de Ian Anderson, Ian Anderson Plays the Orchestral Jethro Tull, sortent en 2005, suivis par le DVD et l'album Nothing Is Easy: Live at the Isle of Wight 1970

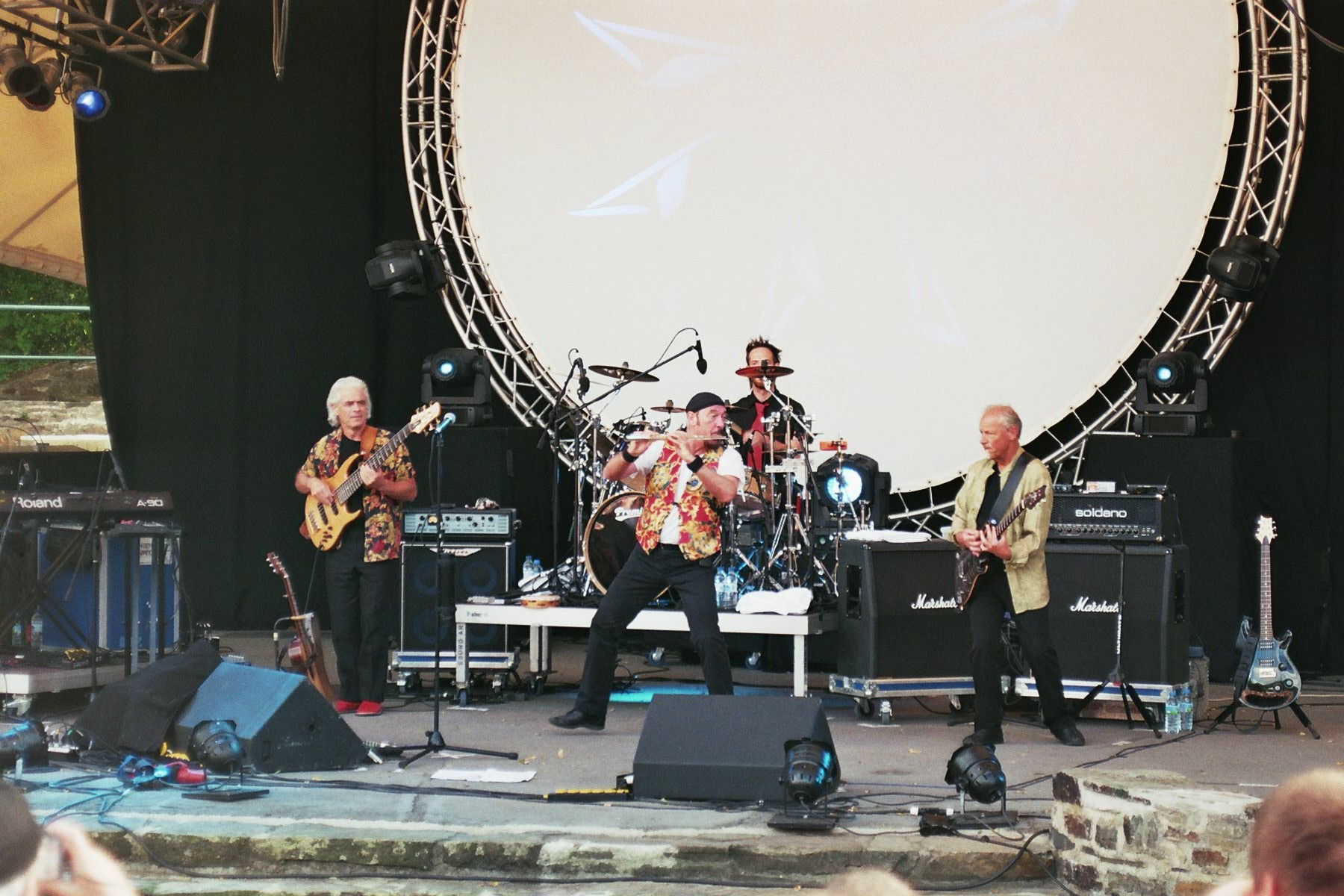
Jethro Tull en concert le 21 juillet 2007 au festival Night of the Prog à Lorelei (Allemagne)

L'intégralité de l'album Aqualung de 1971 est interprété en concert, devant un petit public, à la fin d'une tournée américaine, le 23 novembre 2004, par Anderson, Barre, Perry, Giddings et Noyce. Le concert est enregistré pour être diffusé sur la station de radio XM Radio dans le cadre de son projet « Les albums les plus importants jamais enregistrés - Les albums intemporels réenregistrés par les artistes originaux », et est ensuite publié sous la forme d'un album, Aqualung Live. Les bénéfices des ventes de l'album sont reversés à des associations caritatives pour les sans-abri, car l'« Aqualung » de la chanson en était un.
Un coffret DVD Collector's Edition contenant deux DVD, Nothing Is Easy: Live at the Isle of Wight 1970 et Living with the Past, sort en 2006. Le bassiste Jon Noyce a quitté le groupe en mars et le claviériste Andrew Giddings a démissionné en juillet de cette année, invoquant des tournées constantes et un manque de temps pour sa famille. Ils sont remplacés respectivement par David Goodier et John O'Hara. The Best of Acoustic Jethro Tull, sorti en 2007, est une suite de 24 titres parmi les performances acoustiques de Jethro Tull et Anderson, tirées de divers albums, dont une nouvelle version acoustique en concert de One Brown Mouse et d'une chanson traditionnelle (attribuée à Henry VIII ), Pastime with Good Company.
En 2007, le groupe sort également le DVD/CD d'un concert, Live at Montreux 2003, qui présente la plus longue formation inchangée composée d'Anderson, Barre, Perry, Noyce et Giddings. Les chansons interprétées incluent Fat Man, With You There to Help Me et Hunting Girl. En 2010, le groupe est récompensé par un Heritage Award décerné par PRS for Music, et une plaque est apposée sur l'église de Blackpool où les fondateurs du groupe ont donné leur premier concert en 1964.

### Séparation d'Anderson et Barre (2011-2016)
Martin Barre déclare en novembre 2011 qu'il n'a aucun projet actuel pour un futur travail avec Jethro Tull. En 2012, il crée son propre groupe et se lance dans une tournée sous le nom de « Martin Barre's New Day ». Le nouveau groupe comprend l'ancien bassiste de Tull, Jonathan Noyce, et interprète principalement des titres de Jethro Tull,. En 2015, Barre déclaré : « Il est important que les gens réalisent qu'il n'y aura plus jamais de Jethro Tull. Il y aura deux groupes solos, le Ian Anderson Band et le Martin Barre Band, et ils pourront exister longtemps, et pourront continuer à jouer de la musique. » Il ajoute qu'il déteste entendre « Oh, tu as quitté Jethro Tull » et que « Ian voulait en finir avec Jethro Tull. [Il] voulait arrêter complètement le groupe ».
Le 30 janvier 2012, Anderson annonce sur le site de Jethro Tull que l'album Thick as a Brick 2: Whatever Happened to Gerald Bostock?, enregistré par Anderson et le « Ian Anderson Touring Band » comme suite à Thick as a Brick de 1972, sortira le 2 avril suivant. La formation du groupe, sur l'album et sur la tournée qui suit, comprend deux anciens membres de Jethro Tull, le bassiste David Goodier et le claviériste John O'Hara, ainsi que le guitariste Florian Opahle, le batteur Scott Hammond et le chanteur Ryan O'Donnell. Thick as a Brick 2 est joué en première mondiale, le 14 avril 2012 au Perth Concert Hall, en Écosse, au début d'une tournée de 18 mois pour promouvoir le nouvel album et l'album original.
En novembre 2013, Anderson annonce qu'un autre nouvel album, Homo Erraticus, sortira en avril 2014. Des tournées au Royaume-Uni et aux États-Unis suivent sa sortie, et l'album est joué dans son intégralité. Homo Erraticus est un album concept de rock progressif qui, selon Anderson, « raconte les étranges imaginations d'un certain Ernest T. Parritt, telles que reprises par Gerald Bostock, aujourd'hui d'âge moyen, après un voyage à la librairie Mathew Bunter's Old Library Bookshop, dans le village de Linwell. Bostock et Bunter sont tombés sur ce manuscrit poussiéreux et inédit, écrit par l'historien amateur local Ernest T. Parritt (1873-1928), intitulé Homo Britanicus Erraticus. » Comme Thick as a Brick 2, Homo Erraticus a été décrit comme un album solo d'Ian Anderson.
En avril 2014, après la sortie de Homo Erraticus, Anderson déclare qu'à l'avenir, il sortira toute sa musique sous son propre nom. Il précise que Jethro Tull a « plus ou moins atteint son terme » au cours des dix dernières années et qu'au crépuscule de sa vie, il préférera utiliser son propre nom, « étant le compositeur de pratiquement toutes les chansons et musiques du groupe depuis 1968 ». Anderson précise dans les notes de pochette de l'album qu'il continuera à se produire sous son propre nom.
En 2015, Anderson lance une tournée avec le projet Jethro Tull – L'opéra rock avec le « Ian Anderson Touring Band », interprétant du matériel de Jethro Tull modifié lyriquement et de nouvelles chansons rock sur Jethro Tull l'agriculteur, avec des productions vidéo élaborées sur scène. Le groupe de tournée comprend pour la première fois une chanteuse, l'Islandaise Unnur Birna Björnsdóttir, qui joue également du violon. La tournée 2016 visite l'Europe, l'Australie et les États-Unis.

### Reformation, tournée50eanniversaire et nouveaux albums (depuis 2017)
En 2017, Anderson assure une tournée sous le nom de « Jethro Tull by Ian Anderson ». En septembre 2017, Anderson annonce son intention de lancer une tournée pour commémorer le 50e anniversaire du premier album de Jethro Tull, This Was, et aussi pour un nouvel album studio en 2018, pour lequel la formation du groupe inclut Anderson, Hammond, Opahle, O'Hara et Goodier, tous membres du groupe solo d'Anderson depuis 2012. Martin Barre est absent de la composition.

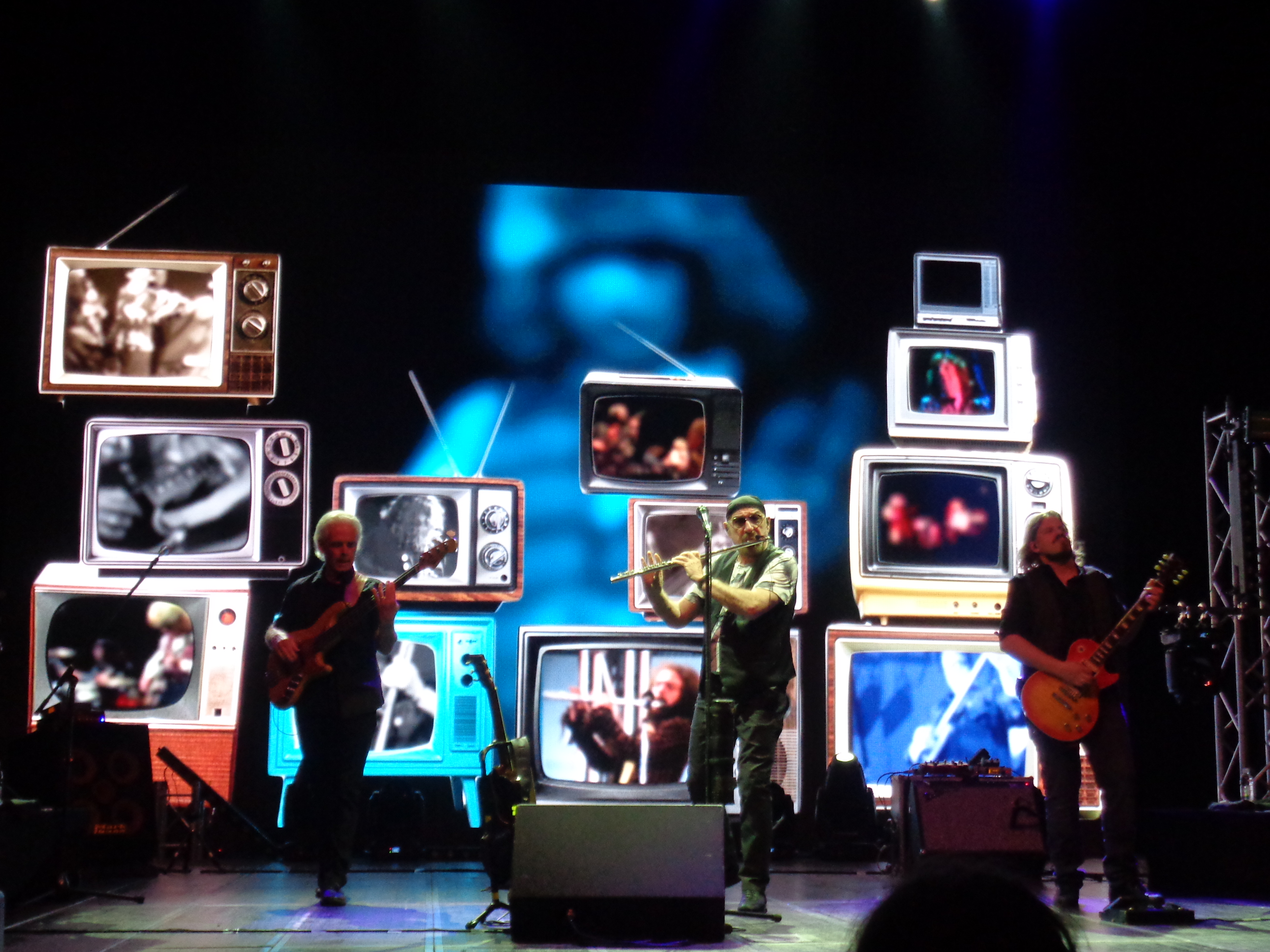
Jethro Tull en concert à Zagreb (Croatie) le 13 octobre 2018.

Le 2 janvier 2018, Anderson publie sur jethrotull.com une photo avec la légende : « IA en studio travaillant sur un nouvel album qui sortira en mars 2019. Chut ! Gardez le secret... »
Le 1er juin 2018, Parlophone Records sort une série de 50 titres extraits des 21 albums du groupe, titrée 50 pour 50, pour célébrer son 50e anniversaire. Les notes du livret indiquent qu'un nouvel album prévu pour 2019 sera un disque solo de Ian Anderson, et non un nouvel album de Jethro Tull.
En novembre 2019, « Ian Anderson et le groupe Jethro Tull » annoncent la tournée Prog Years, avec onze dates à travers le Royaume-Uni prévues pour septembre et octobre 2020. La tournée est ensuite reportée en raison de la pandémie de COVID-19. Les parties de guitare sont confiées au nouveau membre Joe Parrish, Opahle ayant quitté le groupe fin 2019 pour se concentrer sur le travail de production et sa famille.
En mars 2021, Anderson annonce un nouvel album studio de Jethro Tull, The Zealot Gene, le premier album sous le nom de Jethro Tull depuis The Jethro Tull Christmas Album (2003), le premier avec tous les enregistrements originaux effectués depuis J-Tull Dot Com (1999), et le premier sans l'implication de Barre depuis This Was (1968). En avril suivant, à l'occasion du 50e anniversaire d'Aqualung de 1971, le clip officiel de la chanson, une animation réalisée par l'animateur/réalisateur iranien Sam Chegini, est diffusé en première sur Rolling Stone . Anderson déclare que Chegini a créé « une interprétation unique de la chanson Aqualung avec des images abstraites et de type documentaire ».
Le 13 juillet 2021, il est annoncé que Jethro Tull a signé avec Inside Out Music pour la sortie de The Zealot Gene en 2022, son premier album studio depuis dix-huit ans,,. Shoshana Sleeping, le premier single extrait de cet album, sort également en vidéo-clip. La nouvelle formation comprend, outre Ian Anderson à la flûte, guitare acoustique, harmonica et au chant, Joe Parrish-James à la guitare, David Goodier à la basse, John O'Hara aux claviers et Scott Hammond à la batterie. En septembre, cette formation donne une dizaine de concerts au Royaume-Uni, dans le cadre de la tournée Jethro Tull The Prog Years. La longue tournée européenne se poursuit en 2022, avec des dates en Italie, Allemagne, Suède, Belgique, une seule date à Paris, à l'Olympia en novembre. Du 20 au 22 août de la même année, d'anciens membres de Jethro Tull, le guitariste Martin Barre, le batteur Clive Bunker et la claviériste Dee Palmer (anciennement David Palmer) rejouent l'album Aqualung dans sa totalité, lors du New Day Festival au Mt Ephraim Gardens à Faversham, dans le Kent.
Le 17 novembre 2022, le groupe annonce qu'il a terminé l'enregistrement de son 23e album studio. En janvier 2023, le titre de l'album est révélé, RökFlöte, avec une date de sortie fixée au 21 avril 2023. La formation est la même que sur l'album précédent.
Le 10 janvier 2025, le groupe annonce, pour le 3 mars suivant, la sortie de son 24e album studio : Curious Ruminant. Les musiciens sont, outre Ian Anderson, les membres du groupe, David Goodier, John O'Hara et Scott Hammond, accompagnés par le guitariste Jack Clark, qui les rejoint sur scène également. Sur ce disque apparaissent aussi les anciens membres de Jethro Tull : le claviériste Andrew Giddings et le batteur James Duncan,. Le même jour, le clip vidéo de la chanson titre est publiée sur Youtube.

## Style musical et héritage
Le style musical de Jethro Tull est marqué par la voix particulière, nasillarde mais remarquablement juste du leader Ian Anderson, son travail unique de flûtiste, et par la construction des chansons inhabituelle et souvent complexe. Pour l'universitaire Christophe Pirenne, « c'est une des premières fois sans doute que le leader d'une formation en vogue s'impose avec un instrument qui n'est pas directement issu de la tradition rock ». La musique de Jethro Tull incorpore des éléments de musique classique et celtique, blues (surtout à ses débuts) ainsi que des phases art rock et rock alternatif. Malgré cela, il est difficile de désigner des artistes spécifiques ayant directement influencé Jethro Tull, dont l'œuvre reste à part dans le monde du rock.
Les musiciens qui ont été influencés par Jethro Tull incluent : Steve Harris et Bruce Dickinson d'Iron Maiden, Blackie Lawless de WASP, Eddie Vedder de Pearl Jam, John Myung de Dream Theater, Marcus Siepen de Blind Guardian, Joe Bonamassa, Jenny Conlee des Decemberists, et le groupe de folk doom metal Blood Ceremony.
Geddy Lee de Rush déclare : « J'étais un grand fan de Tull depuis mon plus jeune âge. ... et j'espère que cela [se reflète] dans Rush. J'ai été fasciné par Ian Anderson. Sa présentation était tout simplement magique et il l'a faite avec un tel sens de l'humour et un tel style ... Nous [de Rush] avons vu cela comme un énorme défi d'essayer de créer quelque chose qui puisse sembler aussi dynamique sur scène. »
Derek Shulman de Gentle Giant considère Jethro Tull comme l'un des plus grands groupes de l'histoire du rock progressif. Après avoir assuré une tournée avec le groupe en 1972, il a loué ses membres en tant que musiciens et en tant qu'amis.
Nick Cave est un fan de Jethro Tull. Cave a prénommé l'un de ses fils Jethro en l'honneur du groupe. Son propre groupe, Grinderman, interprète Locomotive Breath lors des balances. À la demande de Cave, Ian Anderson lui remet son trophée d'Album de l'année aux MOJO Awards en 2008.
Malgré sa longévité, son succès commercial et son influence au sein du rock progressif, Jethro Tull n'a jamais été intronisé au Rock and Roll Hall of Fame. Ian Anderson exprime son désintérêt pour l'intronisation du groupe, déclarant : « Je pense que c'est une erreur de notre part d'être au Rock and Roll Hall of Fame alors que tant de grands groupes américains sont ignorés et le seront pour toujours parce que je suppose qu'ils n'ont pas vendu assez de disques ou ne sont pas assez populaires pour impressionner les pères fondateurs du Rock Hall. [...] Tull n'est pas un exemple d'Americana, et l'Americana est ce que le Rock Hall devrait être. »

## Membres

### Membres actuels
- Ian Anderson : chant, flûte traversière, guitare acoustique, basse, bouzouki, mandoline, saxophone, harmonica, claviers (1967-2012, depuis 2017)
- David Goodier : basse (2007-2012, depuis 2017)
- John O'Hara : claviers, accordéon, chœurs (2007-2012, depuis 2017)
- Scott Hammond : batterie (depuis 2017)
- Jack Clark : guitare (depuis 2024)

### Anciens membres
- Mick Abrahams : guitares, chœurs (1967-1968)
- Clive Bunker : batterie, percussions (1967-1971)
- Glenn Cornick (†) : basse (1967-1970), mort le 28 août 2014
- Martin Barre : guitares, mandoline, luth, flûte traversière, flûte à bec (1968-2012)
- John Evan : claviers (1970-1980)
- Jeffrey Hammond : basse, chœurs (1971-1975)
- Barriemore Barlow : batterie, percussions (1971-1980)
- John Glascock (†) : basse, chœurs (1975-1979), mort le 17 novembre 1979
- Dee Palmer : arrangements (1967-1976), claviers (1977-1980)
- Dave Pegg : basse, mandoline, chœurs (1979-1995)
- Mark Craney (†) : batterie (1980-1981), mort le 26 novembre 2005
- Gerry Conway (†) : batterie, percussions (1981-1982, studio 1987-1988), mort le 29 mars 2024
- Peter-John Vettese : claviers, vocodeur (1982-1986, studio 1989)
- Doane Perry : batterie, percussions, chœurs (1984-1991, 1993-2012)
- Maartin Allcock (†) : claviers, guitare, mandoline, violon (1988-1991), mort le 16 septembre 2018
- Andrew Giddings : claviers, accordéon (1991-2007, invité en 2024)
- Jonathan Noyce : basse, percussions (1995-2007)
- Florian Opahle : guitares (2017-2019)
- Joe Parrish : guitares électrique et acoustique (2020-2024)

### Invités (en studio ou en concert)
- Tony Iommi : guitare (1968)
- David O'List : guitare (1968)
- Tony Williams : basse (1978)
- Eddie Jobson : claviers, violon (1980-1981)
- Phil Collins : batterie (1982)
- Paul Burgess : batterie (1983)
- Don Airey : claviers (tournée 1987)
- Matt Pegg : basse (1991, 1994)
- Dave Mattacks : batterie, claviers (tournée 1992)
- Mark Parnell : batterie (1994)
- Steve Bailey : basse (1995)
- Lucia Micarelli : violon (2005-2006)
- Anna Phoebe : violon (2006-2007)
- James Duncan Anderson : batterie (2007-2009)
- Mark Mondesir : batterie (2009)

## Discographie

### Albums studio
| - 1968 : This Was - 1969 : Stand Up - 1970 : Benefit - 1971 : Aqualung - 1972 : Thick as a Brick - 1973 : A Passion Play - 1974 : War Child - 1975 : Minstrel in the Gallery - 1976 : Too Old to Rock 'n' Roll: Too Young to Die! - 1977 : Songs from the Wood - 1978 : Heavy Horses - 1979 : Stormwatch | - 1980 : A - 1982 : Broadsword and the Beast - 1984 : Under Wraps - 1987 : Crest of a Knave - 1989 : Rock Island - 1991 : Catfish Rising - 1995 : Roots to Branches - 1999 : J-Tull Dot Com - 2003 : The Jethro Tull Christmas Album - 2022 : The Zealot Gene - 2023 : RökFlöte (en) - 2025 : Curious Ruminant |

## Vidéographie
- Slipstream (1981)
- 20 Years of Jethro Tull (1988)
- 25th Anniversary Video (1994)
- Living with the Past (2002)
- A New Day Yesterday 1969-1994 (2003)
- Nothing Is Easy: Live at the Isle of Wight 1970 (2005)
- Ian Anderson Plays the Orchestral Jethro Tull (2005)
- Live at Montreux 2003 (2007)
- Live in Bethlehem, PA, 2003 (2008)
- Jack In The Green: Live In Germany 1970-93 (2008)
- Their Full Authorised Story (2008) (2 dvd)
- Live at Madison Square Garden 1978 (2009) (+ 1 CD avec le même concert)
- Live At AVO Session Basel (2008) (2010)